# Parque nacional del Este

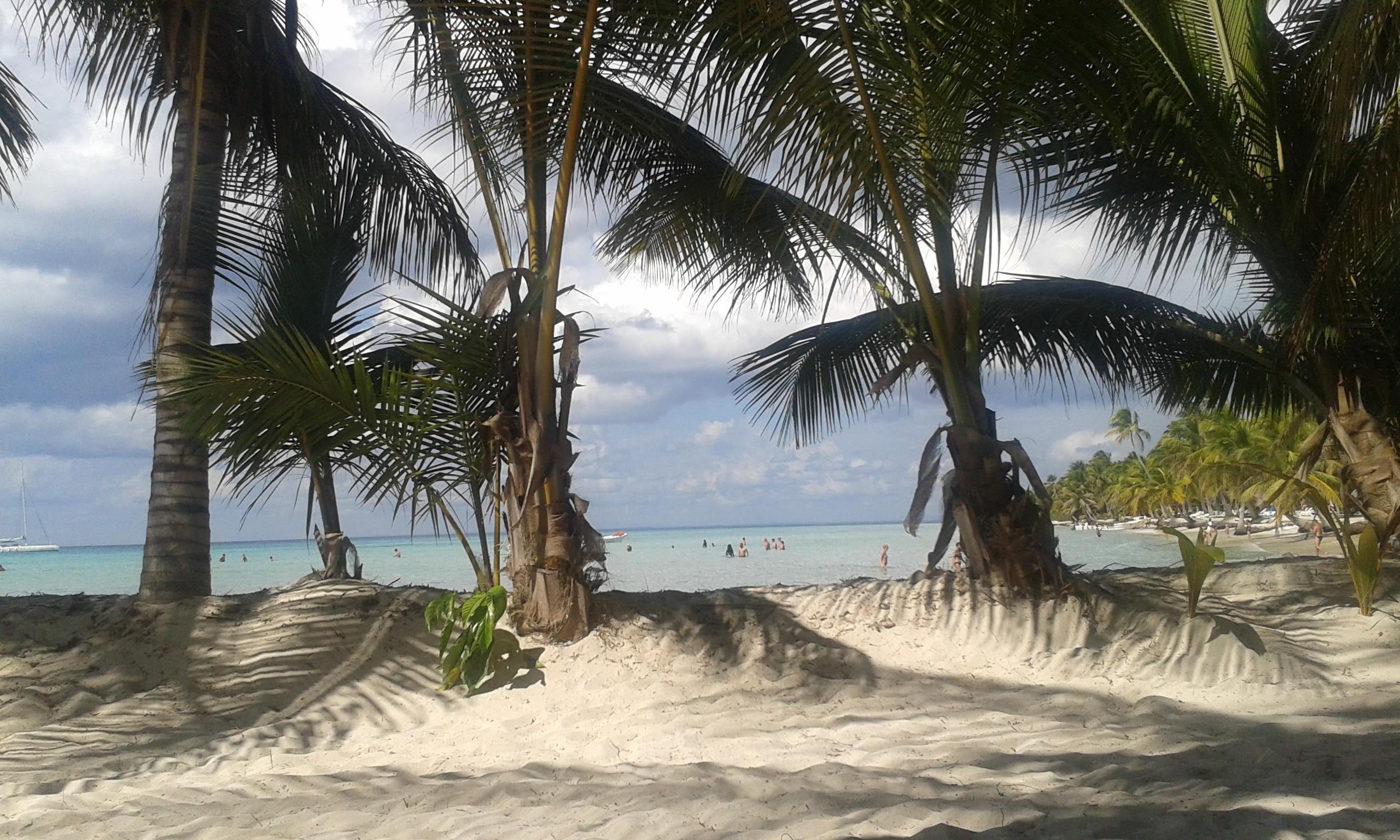
Isla Saona, ubicación del Parque Nacional Cotubanamá (Parque del Este).

El Parque Nacional de Cotubanamá (anteriormente Parque Nacional del Este) es una reserva natural que está localizada en el extremo sureste de la República Dominicana que ocupa unos 305 km² de la provincia La Altagracia y unos 109 km² de la provincia La Romana. El parque tiene forma de península trapezoidal con una extensión total de 796 km². Su parte marítima incluye tanto a la isla Catalinita como a la isla Saona, la única habitada.
Dentro del parque nacional del Cotubanamá se distinguen tres zonas de vida, según la clasificación de Holdridge: Bosque Húmedo Subtropical, Bosque Seco Subtropical y Bosque de Transición entre los dos anteriores. 
Entre otras, las especies más representativas son la uva de playa, Grigri, Copey, Guayiga. 
Se han registrado 112 especies de aves dentro de los límites del parque, correspondiendo la mitad a las especies existentes en el país. De ese total, 8 especies son endémicas de la isla y 11 especies endémicas del área del Caribe. 
El manatí es un mamífero marino en peligro de extinción. También se encuentra allí el delfín.